# Normandy Park
Normandy Park is een plaats (city) in de Amerikaanse staat Washington, en valt bestuurlijk gezien onder King County.

## Demografie
Bij de volkstelling in 2000 werd het aantal inwoners vastgesteld op 6392.
In 2006 is het aantal inwoners door het United States Census Bureau geschat op 6228, een daling van 164 (-2.6%).

## Geografie
Volgens het United States Census Bureau beslaat de plaats een oppervlakte van
17,2 km², waarvan 6,4 km² land en 10,8 km² water.

## Plaatsen in de nabije omgeving
De onderstaande figuur toont nabijgelegen plaatsen in een straal van 8 km rond Normandy Park.